# Роберто Беніньї
Робе́рто Ремі́джо Бені́ньї (італ. Roberto Remigio Benigni; 27 жовтня 1952, Кастільйон-Фьорентіно, Італія) — італійський актор, комедіант, сценарист і режисер кіно, театру та телебачення.

## Біографія
Роберто Беніньї народився в Кастільйон-Фьорентіно (провінція Ареццо, регіон Тоскана, Італія). Грав в експериментальному і авангардному театрі. Популярність здобув за виконання своїх кумедних монологів, що багато в чому переступали загальноприйняті норми. Великий успіх в театрі мала написана ним з Джузеппе Бертолуччи п'єса в монологах «Чоні Маріо був Гаспаре ді Джулія». На телебаченні викликала скандал його програма «Вільна стихія».
Дебютував в кіно виконанням головної ролі люмпена у фільмі «Берлінгуер, я тебе люблю» (1977) Джузеппе Бертолуччі, знятого по мотивах їх п'єси. Зіграв різножанрові ролі у фільмі «Оспівані дні» (I Giorni Cantati, 1978) Паоло Пьетранджелі, «Прошу притулку» (італ. Chiedo Asilo, 1979) Марко Феррері, «Божевільні ліжка» (італ. Letti Selvaggi, 1979) Луїджі Дзампи, «Місяць» (La Luna, 1979) Бернардо Бертолуччі, «Юшка» (італ. Il Minestrone, 1980) Сердіо Читті. Є яскравою фігурою авторського кінематографа нового покоління.
З 80-х років виступає як оригінальний постановник і виконавець головних ролей у своїх фільмах — «Ти мене бентежиш» (Tu Mi Turbi, 1983), «Маленький диявол» (Il Piccolo Diavolo, 1988), «Джоні зубочистка» (Johnny Stecchino, 1991), «Чудовисько» (Il Mostro, 1994), — що мали величезний касовий успіх.
Брав участь в створенні колективного документального фільму «Прощання з Енріке Берлінгуером» (1984). Знявся у фільмі «Весь Беніньі» (Tuttobenigni, 1985) Джузеппе Бертолуччі. Разом з Массімо Троїзі поставив костюмно-історичну комедію «Залишається лише плакати» (Non Ci Resta Che Piangere, 1984), в якій обидва виконали ролі вчителя і сторожа початкової школи, волею долі перенесених в 15 вік і стали сучасниками Христофора Колумба і Леонардо да Вінчі. Як актор працював також в США з Джимом Джармушем у фільмах «Вниз згідно з законом» (англ. Down By Law, 1986), «Ніч на Землі» (англ. Night On Earth, 1991) і Блейком Едвардсом у фільмі «Син Рожевої пантери» (англ. Son Of The Pink Panther, 1993). Зіграв головну роль «сновиди» Іво Сальвіні в поетичній алегорії Федеріко Фелліні «Голос місяця» (La Voce Della Luna, 1990).
Найбільше уваги до його дивацтва привертає поставлена ним у 1997 році трагікомедія «Життя прекрасне», яка виграла гран-прі на Каннському кінофестивалі. Актор, схильний до екстравагантних витівок, так на церемонії вручення він впав на коліна перед Мартіном Скорсезе, який вручав йому нагороду і поцілував його руку. Фільм був номінований на декілька премій «Оскар» і приніс Беніньї цю престижну нагороду в номінації за найкращу чоловічу роль.
У жовтні 2005 року, на запрошення співака Адріано Челентано, Роберто Беніньї брав участь у телешоу «Рок-політик», протягом якого з іронією критикував політику Сільвіо Берлусконі.
У 2018 підтримав українського режисера Олега Сенцова, незаконно ув'язненого у Росії

## Фільмографія

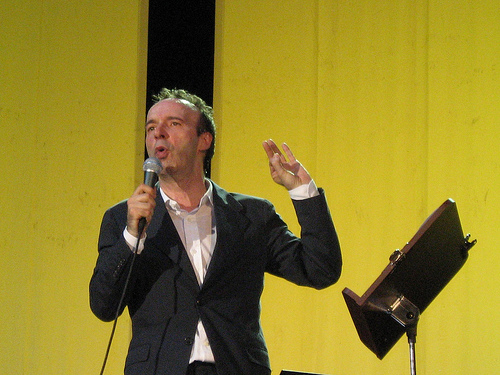
Роберто Беніньї, 2008

Адріано Челентано і Роберто Беніньї пишуть листа Сільвіо Берлусконі на телешоу «Рок-політик»

### Режисер
- 1983: You Upset Me (Tu mi turbi)
- 1984: L'addio a Enrico Berlinguer
- 1985: Nothing Left To Do But Cry (Non ci resta che piangere)
- 1988: The Little Devil (Il piccolo diavolo)
- 1991: Johnny Toothpick (Johnny Stecchino)
- 1994: The Monster (Il mostro)
- 1997: Життя прекрасне (La vita è bella)
- 2002: Піноккіо (Pinocchio)
- 2005: Тигр і сніг (La tigre e la neve)

### Актор
- 1976: Onda Libera
- 1977: Берлінгуер я люблю тебе
- 1979: I giorni cantati
- 1979: Clair de Femme
- 1979: Seeking Asylum (Chiedo asilo)
- 1979: La Luna
- 1979: Дикі ліжка
- 1980: Il Pap'occhio
- 1981: Il minestrone
- 1981: Anche i ladri hanno un santo
- 1983: Effetti personali
- 1983: Tu mi Turbi
- 1983: Tutto Benigni
- 1984: Nothing Left to Do But Cry
- 1984: Сінематон
- 1986: Down by Law
- 1988: Маленький біс (Il piccolo diavolo)
- 1990: Голоси Місяця (La voce della Luna)
- 1991: Ніч на Землі
- 1991: Johnny Stecchino
- 1993: Син Рожевої пантери
- 1994: The Monster (Il mostro)
- 1997: Життя прекрасне (La vita è bella)
- 1999: Астерікс і Обелікс проти Цезаря (Astérix et Obélix contre César)
- 2002: Roberto Benigni — Chaos With Method
- 2002: Піноккіо (Pinocchio)
- 2003: Кава та сигарети (Coffee and Cigarettes)
- 2005: Тигр і сніг (La tigre e la neve)
- 2012: Римські пригоди (To Rome with Love)
- 2019: Піноккіо (Pinocchio)

## Нагороди та номінації
- Премія «Оскар» за найкращу чоловічу роль — Життя прекрасне
- Номінація: Премія «Оскар» за найкращу режисерську роботу — Життя прекрасне
- Премія BAFTA за найкращу чоловічу роль — Життя прекрасне
- Премія «Давид ді Донателло» за найкращу чоловічу роль — Життя прекрасне
- Премія Європейський кіноприз за найкращу чоловічу роль — Життя прекрасне
- Премія Золотий глобус за найкращу чоловічу роль (комедія або мюзикл) — Життя прекрасне